# Proconulidae
De Proconulidae zijn een familie van uitgestorven weekdieren uit de klasse van de Gastropoda (slakken). Exemplaren van deze familie zijn slechts als fossiel bekend.

## Geslachten
- Metaconulus Cossmann, 1918 †
- Proconulus Cossmann, 1918 †